# Motivorientierte Beziehungsgestaltung
Unter einer Motivorientierten Beziehungsgestaltung, auch Bedürfnis- und motivorientierte Beziehungsgestaltung oder Komplementäre Beziehungsgestaltung wird in der Psychotherapie eine Beziehungsgestaltung verstanden, die sich bewusst an die Grundbedürfnisse und Motive des Patienten/Klienten anpasst. 

## Grundlage
Grundlage ist die Anerkennung der bedeutsamen Rolle, die eine gelingende therapeutischen Beziehung für den Erfolg von Psychotherapie und anderen Beratungsprozessen einnimmt. Nachdem verschiedene Studien gezeigt hatten, dass der Einfluss der therapeutischen Beziehung dem Einfluss der einzelnen therapeutischen Techniken als Wirkfaktor überlegen ist, rückte die Frage, was eine gute Beziehung zwischen Patient/Klient und Therapeut ausmache, in den Fokus psychotherapeutischer Forschung und Ausbildung.
Das Konzept entstand auf der Grundlage der Ausführungen Klaus Grawes zur Psychotherapie aus der Perspektive der Empirischen Psychologie und der Neuropsychotherapie. Die vier von Grawe et al. empirisch belegten Grundbedürfnisse des Menschen bilden die allgemeine Grundlage dessen, was im Sinne der therapeutischen Beziehungsgestaltung beachtet werden muss, damit eine hilfreiche therapeutische Beziehung entstehen kann. Sie sind zusammengefasst als das Bedürfnis nach Orientierung und Kontrolle, nach Bindung, nach Lustgewinn und Unlustvermeidung sowie nach Selbstwerterhöhung.
Ergänzend sollen Bedürfnisse und Motive berücksichtigt werden, die sich aus den störungsspezifischen oder individuell biografischen Gegebenheiten des Patienten/Klienten für die Therapie ergeben. So ist sie für Rainer Sachse ein zentrales Element der Behandlung von Persönlichkeitsstörungen und wird in den S2-Leitlinien zur Beziehungsgestaltung bei der Behandlung von Persönlichkeitsstörungen empfohlen. Franz Caspar beschreibt sie im Kontext der Plananalyse als komplementäre Ausrichtung an der individuellen Planstruktur eines Klienten.

## Psychologische Diagnostik
Um die Bedürfnisse und Motive eines Patienten/Klienten zu erkunden, bedarf es einer darauf ausgerichteten Diagnostik, die nicht deckungsgleich mit der psychopathologischen oder störungsspezifischen Diagnostik ist, sondern auf die Beziehung bezogen individuell vom Therapeuten zu Beginn der Behandlung ermittelt werden muss. Einen aus der Verhaltenstherapie kommenden, aber schulenübergreifend verwendbaren Zugang, beschreibt die Plananalyse.
Ein weiterer Zugang, ebenfalls schulenübergreifend gemeint, beschreibt zwei diagnostische Zugänge, die einander ergänzen: Der eine sei die auf die Bedürfnisse und Motive bezogenen Patientenbefragung, die individuell erfolge und durch standardisierte Fragebogen ergänzt werden könne, wie dem FAMOS. Da eine solche Befragung aber naturgemäß nur die dem Patienten bewussten Bedürfnisse und Motive erfassen könne, müsse sie durch eine Erschließung durch den Therapeuten ergänzt werden. Sie besteht aus einer Analyse des unmittelbaren interaktionellen Geschehens und der emotionalen Resonanz des Therapeuten auf den Patienten, wie dies im psychoanalytischen Konzept der Gegenübertragung beschrieben sei. Dieser Anteil setze eine und fallbezogene Selbsterfahrung und Supervision voraus.

## Praxis
Die schulenübergreifende Betonung der Motivorientierten Beziehungsgestaltung war aus verhaltenstherapeutischer Historie innovativ durch die Bedeutung, die der Responsivität des Therapeuten auf die individuellen Besonderheiten des Patienten beigemessen wird. Aus tiefenpsychologischer Historie war die allmähliche Veränderung der Sicht auf die Bedürfnisse des Patienten und deren Befriedigung Voraussetzung für die Formulierung des Konzeptes gewesen.
Auf der allgemeinen Ebene lässt sich konkrete Umsetzung der Beziehungsgestaltung entlang der vier von Grawe beschriebenen Grundbedürfnisse verallgemeinernd beschreiben: 
1. Orientierung und Kontrolle kann der Patient in der Therapie dadurch erfahren, dass nichts über seinen Kopf hinweg geschieht, dass die Sitzungen möglichst transparent gestaltet werden und das Vorgehen erklärt wird, dass er in Entscheidungen einbezogen wird, Wahlmöglichkeiten erfährt und dass auf seine Vorschläge und Anregungen eingegangen wird. Er sollte die Erfahrung machen können, dass er positive Änderungen selbst herbeiführen kann und durch das therapeutische Vorgehen weder über- noch unterfordert sein.
2. Bindung kann in der Therapie entstehen, wenn der Patient erlebt, dass er mit seinen Problemen nicht allein gelassen wird, sondern sich in der Therapie gut aufgehoben fühlt und vom Therapeuten Wertschätzung und Verständnis erfährt. Neben aktivem Zuhören und Zugewandtheit, die sich etwa darin zeigen kann, dass der Therapeut auf persönliche Fragen nicht abweisend reagiert, gehören dazu auch die nonverbal vermittelten Signale wie eine zugewandte Sitzhaltung, Blickkontakt, keine verschränkten Arme, Kopfnicken und Lächeln. Bindungserfahrung ist aber auch angewiesen auf die Einhaltung der äußeren Regeln durch den Therapeuten wie Zuverlässigkeit im Einhalten der Termine, Pünktlichkeit oder die Regel, den Patienten nicht zu kritisieren oder abzuwerten.
3. Dem Bedürfnis nach Wohlbefinden und angenehmen Erfahrungen, die in der therapeutischen Beziehung für das allgemeine Bedürfnis nach „Lustgewinn und Unlustvermeidung“ stehen, kann der Therapeut durch eine angenehme Gestaltung des Therapieraumes entgegenkommen, seine eigene gepflegte Erscheinung, durch Freundlichkeit, eine entspannte Atmosphäre, die Bereitschaft zum gemeinsamen Lachen und die Botschaft, dass der Patient nicht nur mit seinen Problemen willkommen ist, sondern ebenso mit seinen positiven Erfahrungen und Erfolgen.
4. Eine Erhöhung des Selbstwertgefühls wird in der Therapie durch das spürbare Interesse des Therapeuten am Patienten erreicht. Dieses äußert sich darin, dass der Patient motiviert wird, auch über das, was er gut kann, ausführlich zu berichten, über seine beruflichen oder alltäglichen Erfahrungen, seinen Sachverstand und seine besonderen Interessen. Es entsteht durch Lob und Anerkennung, die Betonung der gesunden Anteile und des Könnens des Patienten und die Zuschreibung der therapeutischen Erfolge auf seine Fähigkeiten und sein Bemühen.[5]

## Begriffsdebatte
Der zunächst gewählte Begriff der komplementären Beziehungsgestaltung stammte aus der Phase der Entwicklung des Konzeptes im Sinne der besonderen Gegebenheiten in der Behandlung narzisstischer Persönlichkeitsstörungen. Grundlegend war der Gedanke, dass die durch das narzisstische Verhalten zunächst wahrgenommenen Bedürfnisse des Patienten nach Bewunderung, Dominanz und Kontrolle, die tatsächlichen Bedürfnisse und Beziehungsmotive nach Geborgenheit, Zugehörigkeit, Anerkennung und Respekt verbergen. Der Therapeut soll sich daher darum bemühen, sich komplementär, bedürfnisbefriedigend auf die verborgenen Bedürfnisse zu beziehen. In der Terminologie der Plananalyse soll sich der Therapeut komplementär zur Planstruktur des Patienten verhalten.
Zur Vermeidung von Missverständnissen im Hinblick auf den Begriff komplementär wurde dann von einigen Autoren der Begriff motivorientierte Beziehungsgestaltung bevorzugt. Mit Motiven sind dabei die grundlegenden menschlichen Bedürfnisse im Sinne Grawe gemeint sowie die spezifischen Beweggründe, die den Patienten/Klienten dazu gebracht haben, eine psychotherapeutische Behandlung aufzusuchen.
Eine weitere Verdeutlichung wurde dann in der direkten Einbeziehung des Begriffs bedürfnisorientiert gefunden, wie sie sich in der Zusammensetzung Motiv- und Bedürfnisorientierte Beziehungsgestaltung widerspiegelt.